# III округ Парижа
3-й округ Парижа (фр. 3e arrondissement de Paris или фр. Arrondissement du Temple) — один из 20 муниципальных округов Парижа. Назван в честь средневековой крепости Тампль, которая когда-то возвышалась на этих землях; в просторечии парижане называют округ le troisième («третий»). Вместе с I-м, II-м и IV-м округами образует 1-й сектор Парижа, также известный как Париж-Центр. 

## География

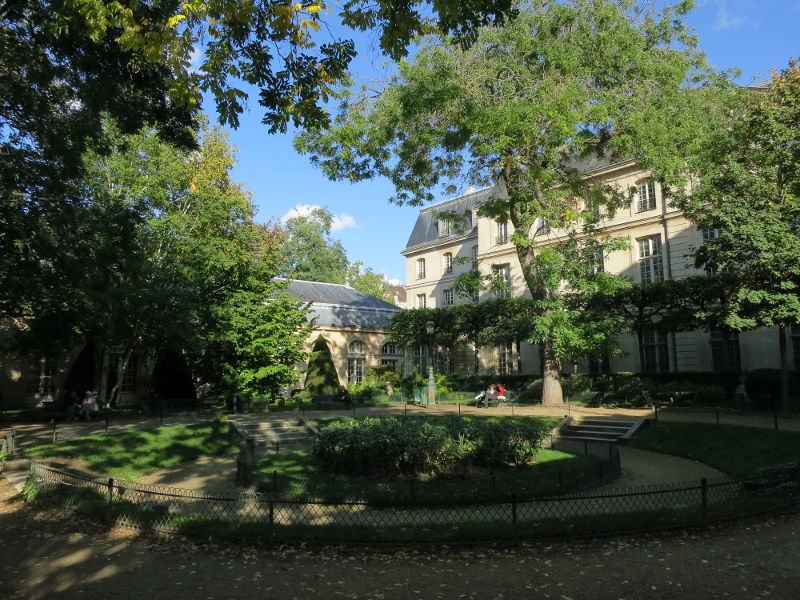
Сквер Жоржа Каэна

3-й округ расположен на правом берегу Сены. На севере он граничит с 10-м округом, на востоке — с 11-м, на юге — с 4-м, на западе — с 1-м и 2-м округами. Площадь округа составляет 117 га, таким образом он является вторым самым маленьким округом Парижа, после 2-го округа. 
Большую часть территории 3-го округа занимает исторический район Маре (включая исторический квартал Кутюр Сент-Катрин); севернее Маре расположен исторический район Кутюр-дю-Тампль, восточнее — Кутюр Сен-Жерве, западнее — Часовой квартал.

## История
В 1222 году на этих землях была основана крепость ордена храмовников Тампль (в 1808—1810 годах по указанию Наполеона I она была разрушена; сегодня на её месте находится сквер Тампль). В XIII веке недалеко от крепости Тампль возник еврейский квартал Плецль (территория на границе современных III и IV округов). Активное заселение территории нынешнего III округа происходило начиная с правления короля Карла V, но самые старые сохранившиеся постройки относятся к XV веку (самый старый из сохранившихся частных домов Парижа, построенный в 1407 году, находится на улице Монморанси, 52). В эпоху позднего Средневековья здесь сложились районы Тампль и Вильнёв-дю-Тампль, а также городок Сен-Мартен-де-Шан. 
Во второй половине XVII века крепостная стена Карла V была снесена, а на её месте были проложены Большие бульвары, в том числе бульвар Тампль и бульвар Сен-Мартен. В 1854 году по распоряжению барона Османа была создана прямоугольная площадь Республики, но в целом район Маре сохранил свою старую застройку. В 1878 году был упразднён рынок Сен-Мартен, а на его месте была построена Центральная школа искусств и мануфактур (сегодня — один из корпусов Национальной консерватории искусств и ремёсел на улице Конте). В 1904 году в округе открылась третья линия парижского метрополитена.

## Население

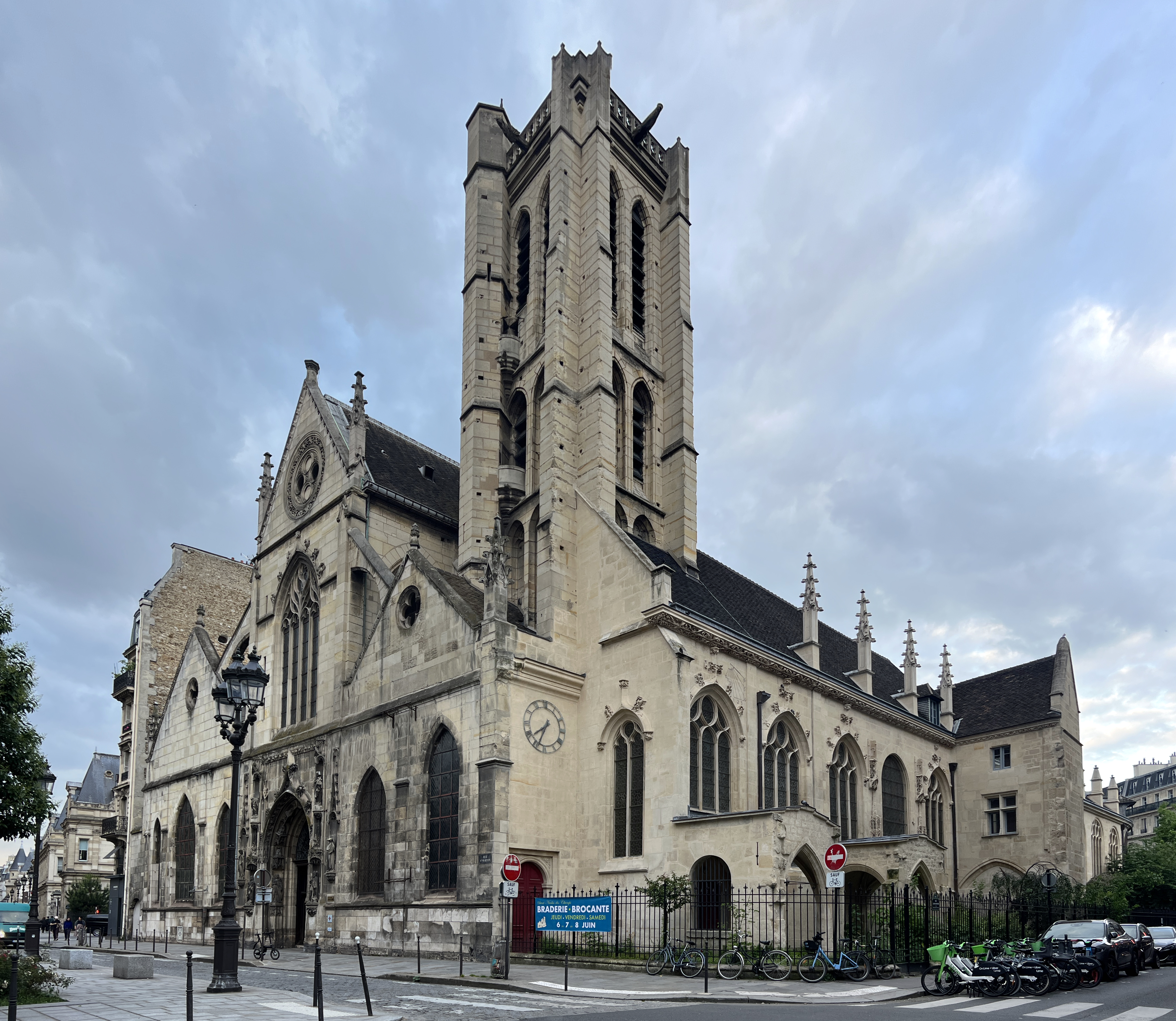
Церковь Сен-Николя-де-Шан

По данным переписи населения 1999 года число жителей составляло 34 250 человек при плотности 29 300 чел/км². В 3-м округе проживало 1,6 % населения Парижа.
В 2021 году численность населения округа составила 32 793 человек, плотность — 28 028 чел/км².
В III округе имеются небольшие еврейская (в районе улицы Нотр-Дам-де-Назарет) и китайская (в районе улицы О-Мэр) общины. 
| Год  | Население | Плотность населения (чел/км²) |
| ---- | --------- | ----------------------------- |
| 1861 | 99 116    | 84 642                        |
| 1872 | 89 687    | 76 656                        |
| 1936 | 66 233    |                               |
| 1954 | 65 312    | 55 822                        |
| 1962 | 62 680    | 53 527                        |
| 1968 | 56 252    | 48 038                        |
| 1975 | 41 706    | 35 616                        |
| 1982 | 36 094    | 30 823                        |
| 1990 | 35 102    | 29 976                        |
| 1999 | 34 248    | 29 247                        |

## Административное деление
Округ состоит из 4-х кварталов:
- № 9 Арз-э-Метье[фр.] (Quartier des Arts-et-Métiers)
- № 10 Анфан-Руж[фр.] (Quartier des Enfants-Rouges)
- № 11 Аршив[фр.] (Quartier des Archives)
- № 12 Сент-Авуа[фр.] (Quartier Sainte-Avoye)

## Органы местного управления

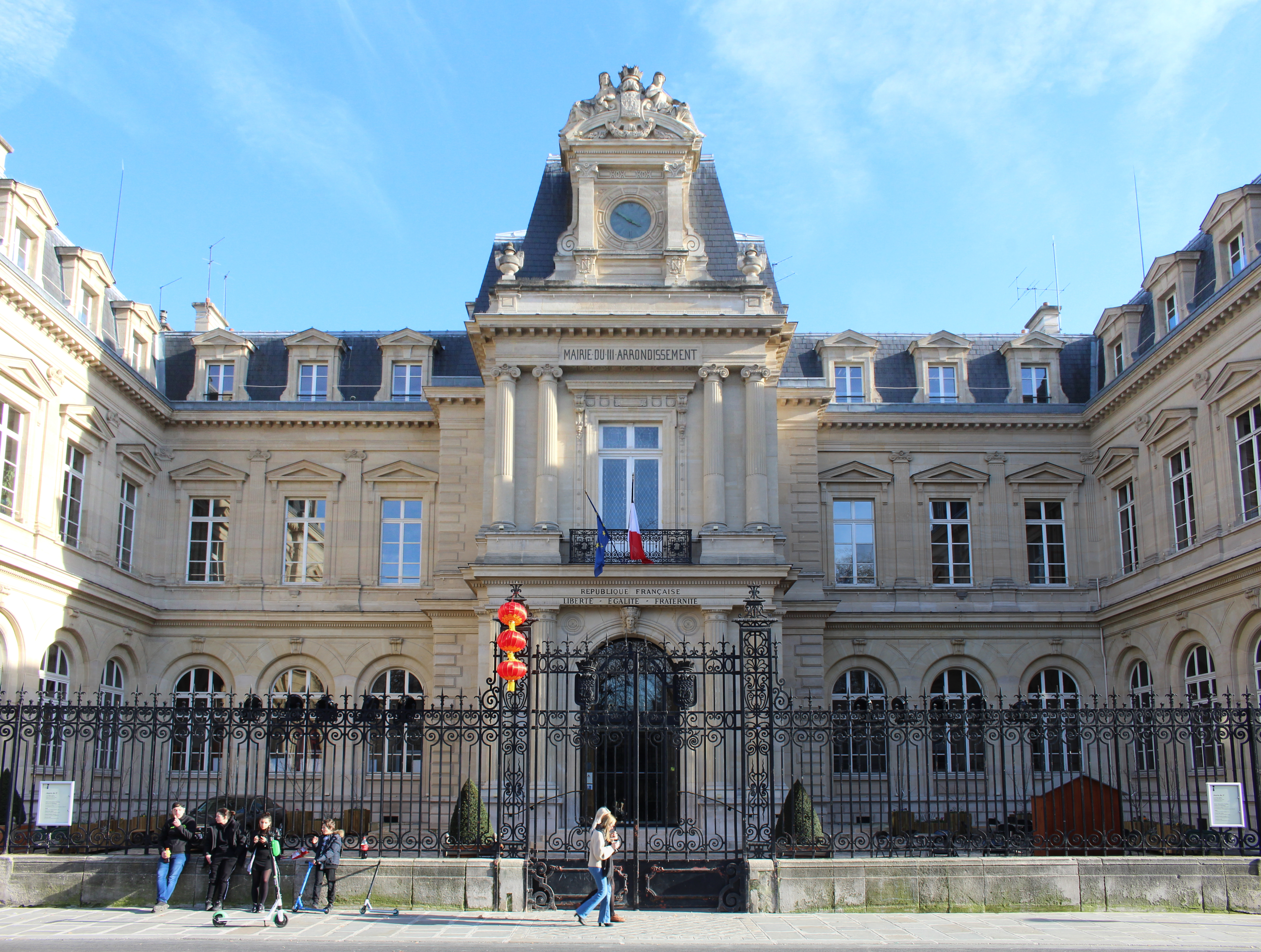
Мэрия III округа

В апреле 2014 года мэром округа в четвёртый раз был избран член Социалистической партии Франции Пьер Эйденбум (Pierre Aidenbaum). В 2020 году мэром 1-го сектора Парижа (Париж-Центр) был избран социалист Ариэль Вейль, до этого возглавлявший 4-й округ столицы.
- Адрес мэрии: 2, улица Эжена Шпюллера[фр.].

## Экономика и транспорт

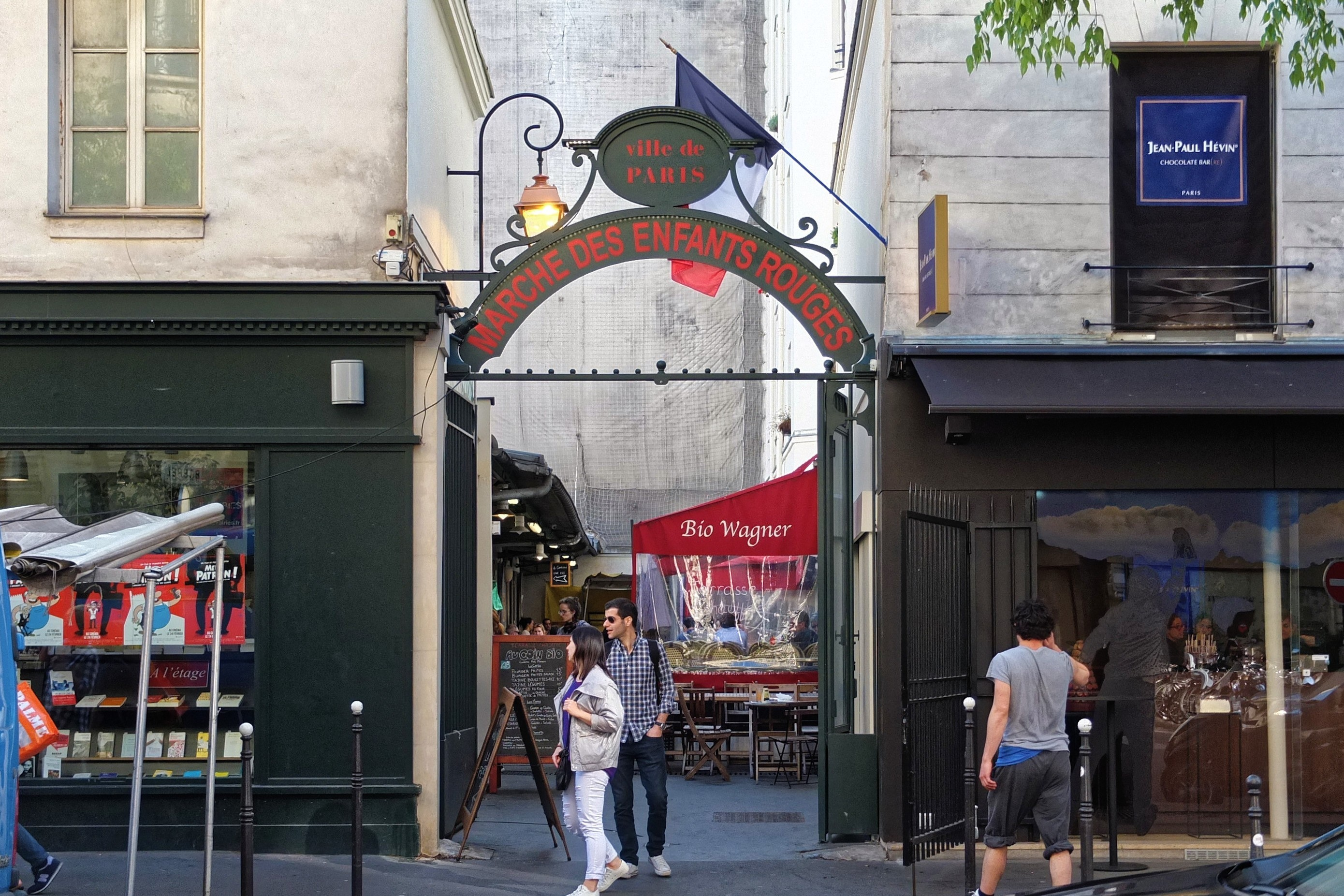
Рынок Анфан-Руж

В округе преобладает сфера услуг, в том числе розничная торговля, общественное питание, туризм, транспортные, деловые и финансовые услуги (включая юридические, консалтинговые, бухгалтерские и дизайнерские). III округ включает в себя северную часть района Маре, более тихую и аристократическую, в то время как оживлённая южная часть Маре, включая парижский гей-квартал, расположена в IV округе.
Кроме того, в округе расположены многочисленные рестораны, кафе, бары, ночные клубы и художественные галереи, а также торговые галереи Пассаж Мольер и Пассаж менестрелей, старейший крытый рынок Парижа — рынок Анфан-Руж, престижные отели Les Bains Paris, Sinner Paris, Le Pavillon de la Reine, Maison Proust и La Chambre du Marais, штаб-квартиры энергетической компании Voltalia, платёжной платформы Leetchi, производителя одежды и аксессуаров IKKS Group и архитектурного бюро Canal.
Важными коммерческими артериями с многочисленными магазинами, ресторанами и барами являются улица Тюренн, улица Бретань и улица Бобур. Большой популярностью у туристов и парижан пользуется старинная пешеходная улица Вьей-дю-Тампль. 

### Метрополитен

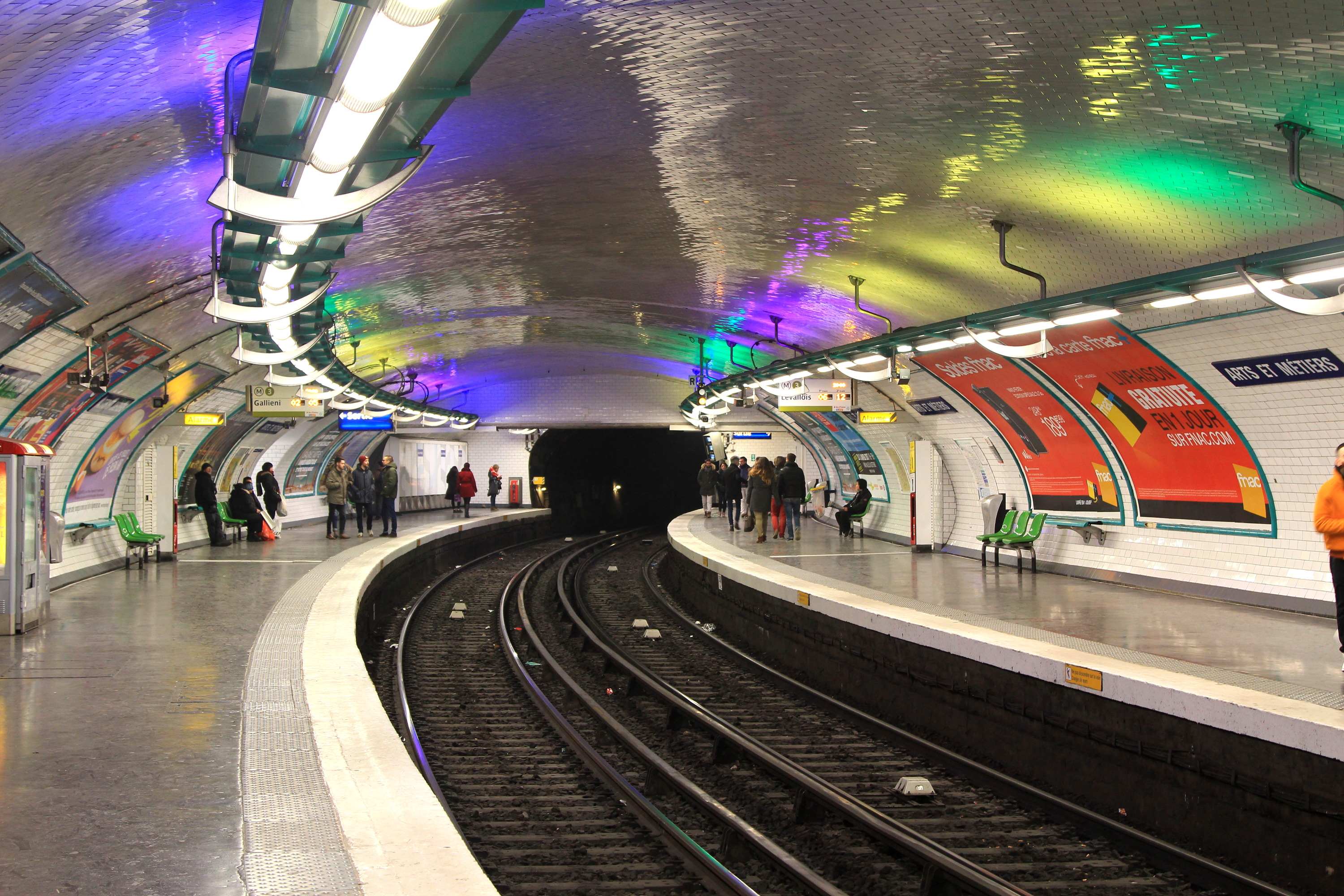
Станция метро Арз-э-Метье

III округ Парижа обслуживают следующие линии метрополитена:
- Линия 3
- Линия 4
- Линия 5
- Линия 8
- Линия 9
- Линия 11

### Улицы и площади
- Площадь Республики
- Бульвар Сен-Мартен
- Бульвар Сен-Дени
- Бульвар Тампль
- Бульвар Фий-дю-Кальвер
- Бульвар Бомарше
- Севастопольский бульвар
- Улица Сен-Мартен
- Улица Бобур

## Культура

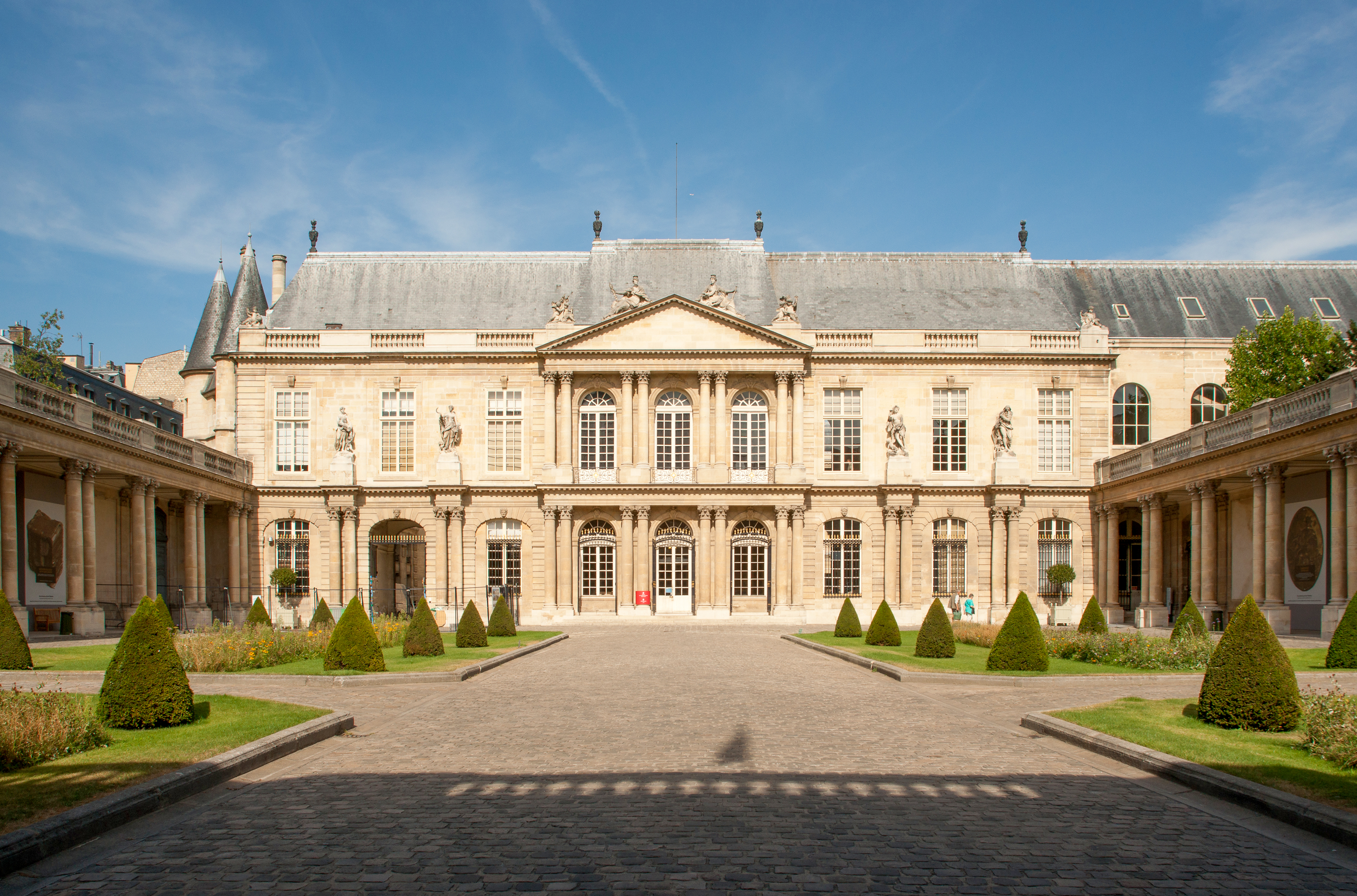
Национальный архив

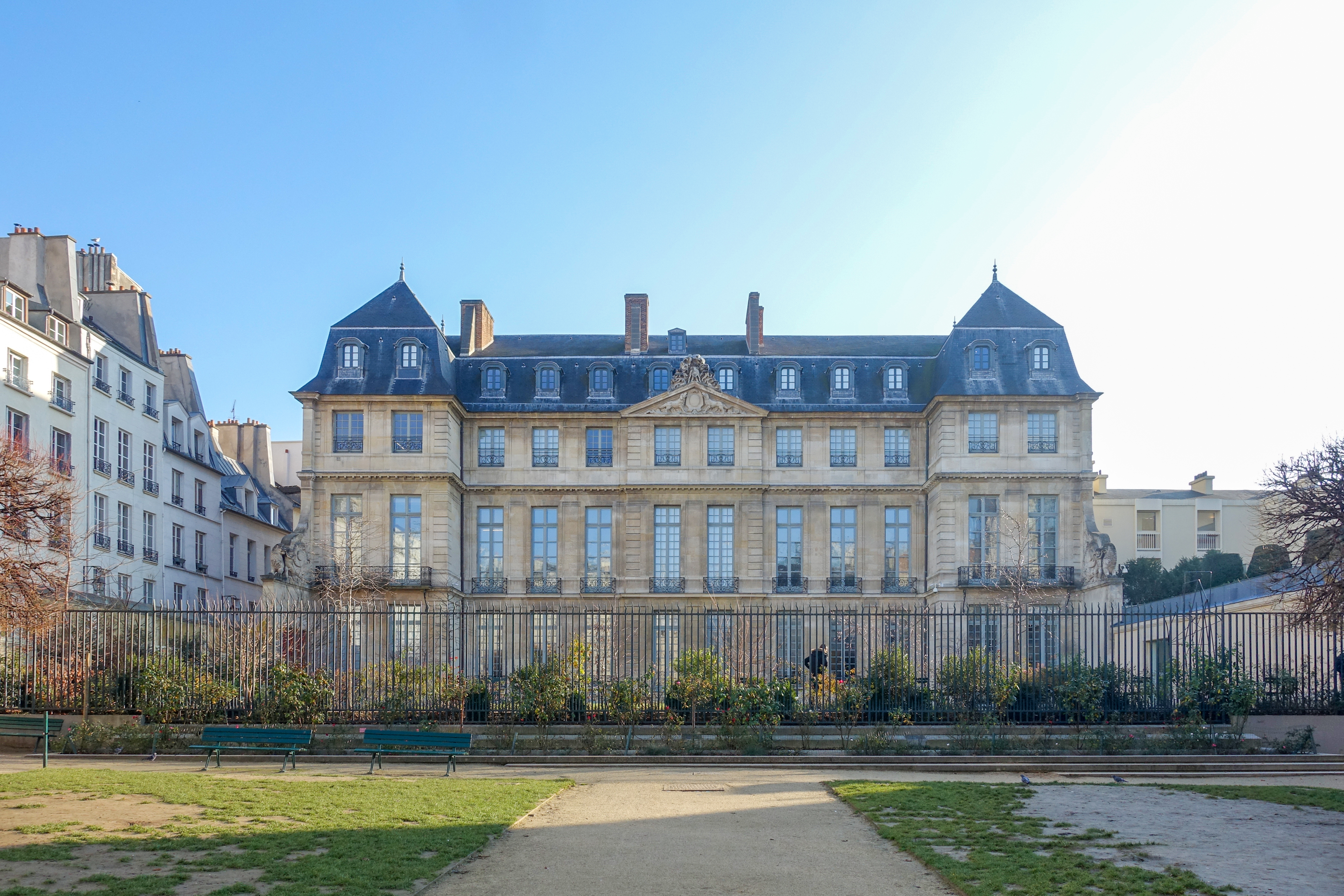
Музей Пикассо

В III округе расположено несколько знаменитых музеев, библиотек и театров Парижа:
- Музей искусств и ремёсел
- Музей истории Франции
- Музей искусства и истории иудаизма
- Музей Пикассо
- Музей Коньяк-Жэ
- Музей Карнавале
- Музей охоты и природы
- Национальный архив Франции
  - Центр приёма и исследований Национального архива[фр.] (CARAN)
- Фонд Анри Картье-Брессона[фр.]
- Культурный центр Карро-дю-Тампль
- Культурный центр Gaîté Lyrique[фр.]
- Шведский институт[фр.]
- Швейцарский культурный центр[фр.]
- Галерея Перротен[фр.]
- Библиотека CNAM
- Театр Дежазе[фр.]
- Театр Маре[фр.]
- Концертный зал Happy Comédie Saint-Martin[фр.]
- Дом поэзии[фр.]
- Кабаре Le République[фр.]

## Образование и наука

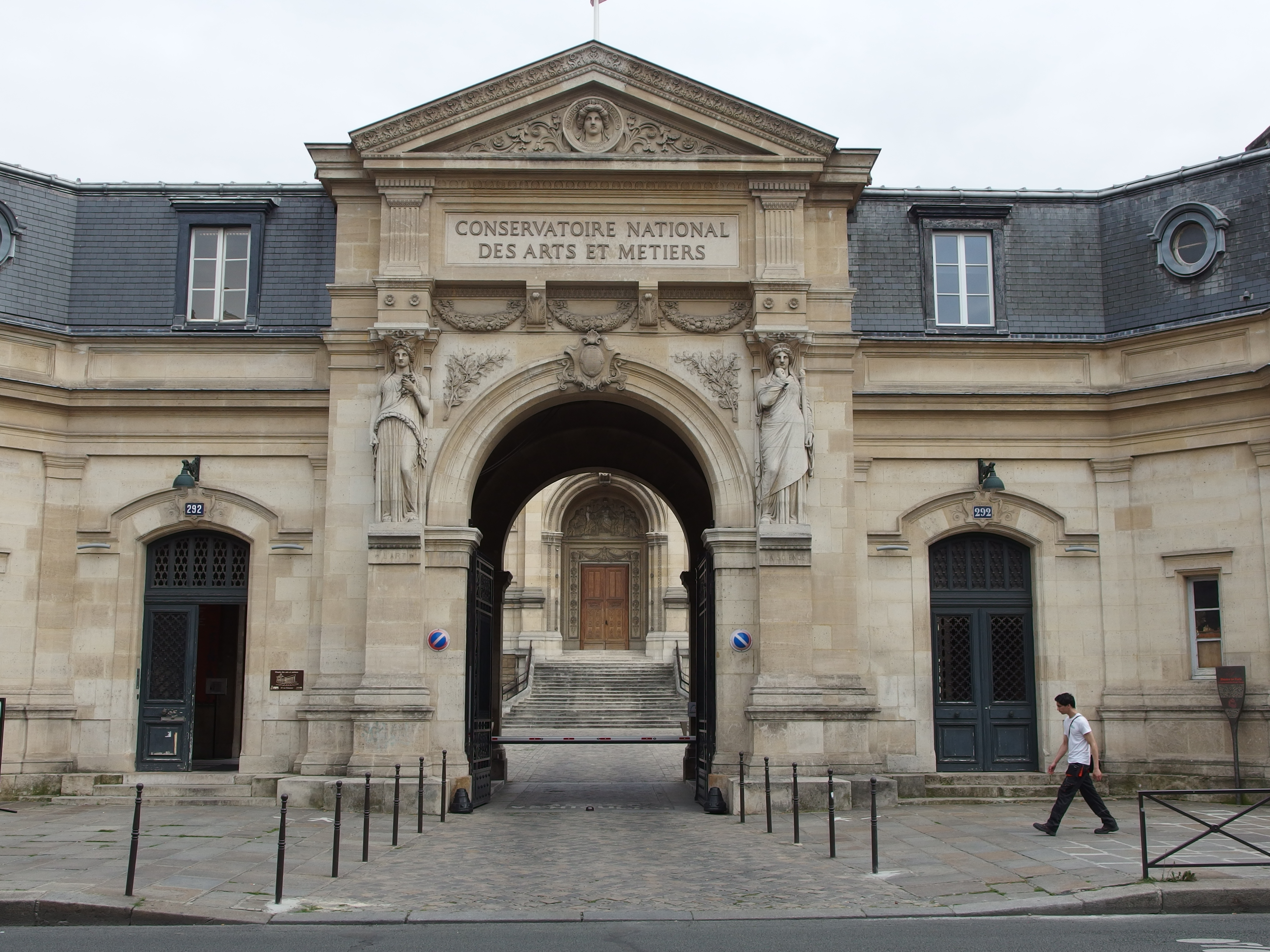
Консерватория искусств и ремёсел

- Лицей Виктора Гюго[фр.]
- Лицей Тюрго[фр.]
- Консерватория искусств и ремёсел (CNAM)
- Высшая художественная школа Дюперре[фр.]
- Французский институт социальной истории[фр.]
- Немецкий исторический институт[фр.]

## Достопримечательности

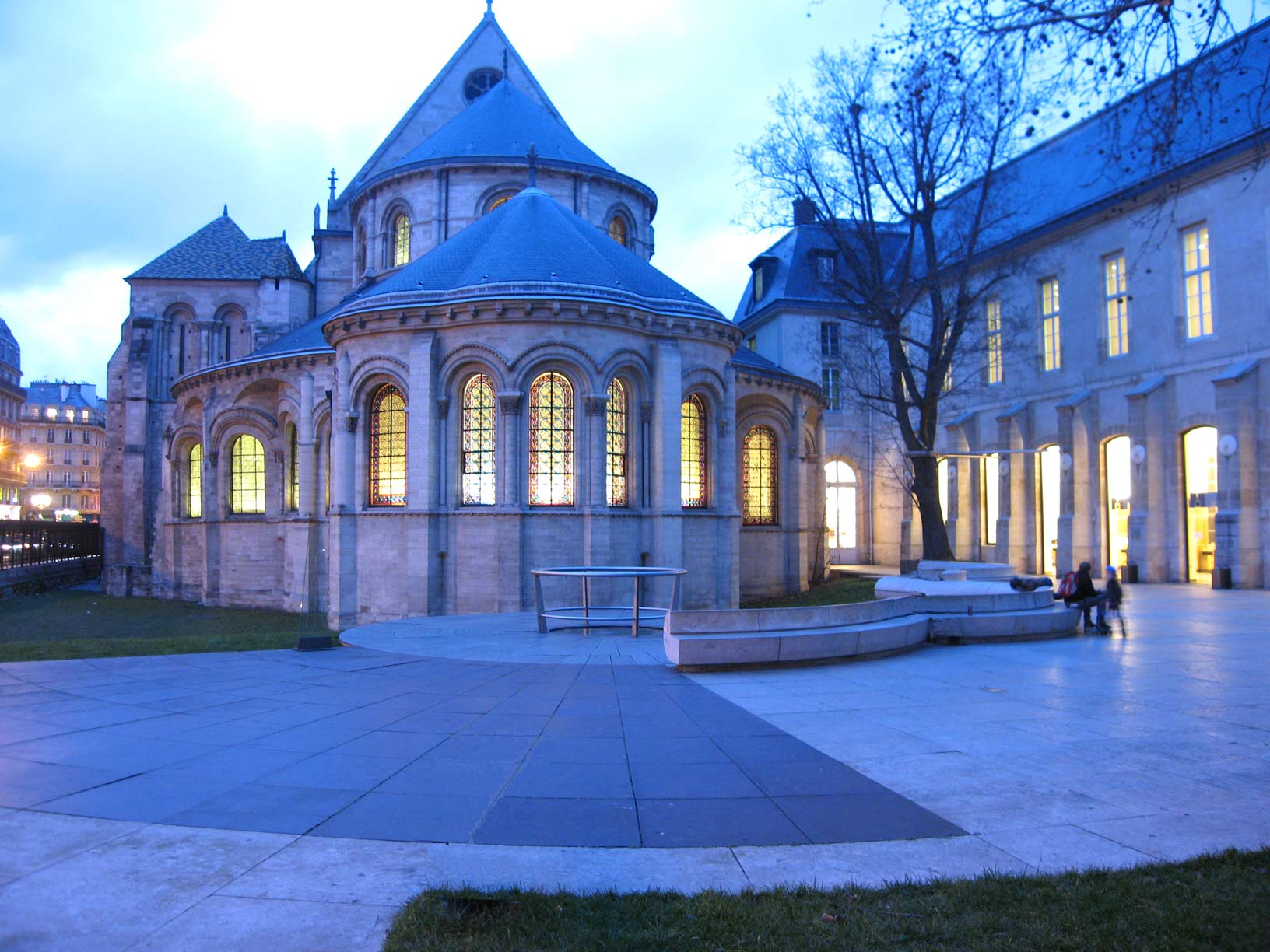
Церковь Сен-Мартен-де-Шан

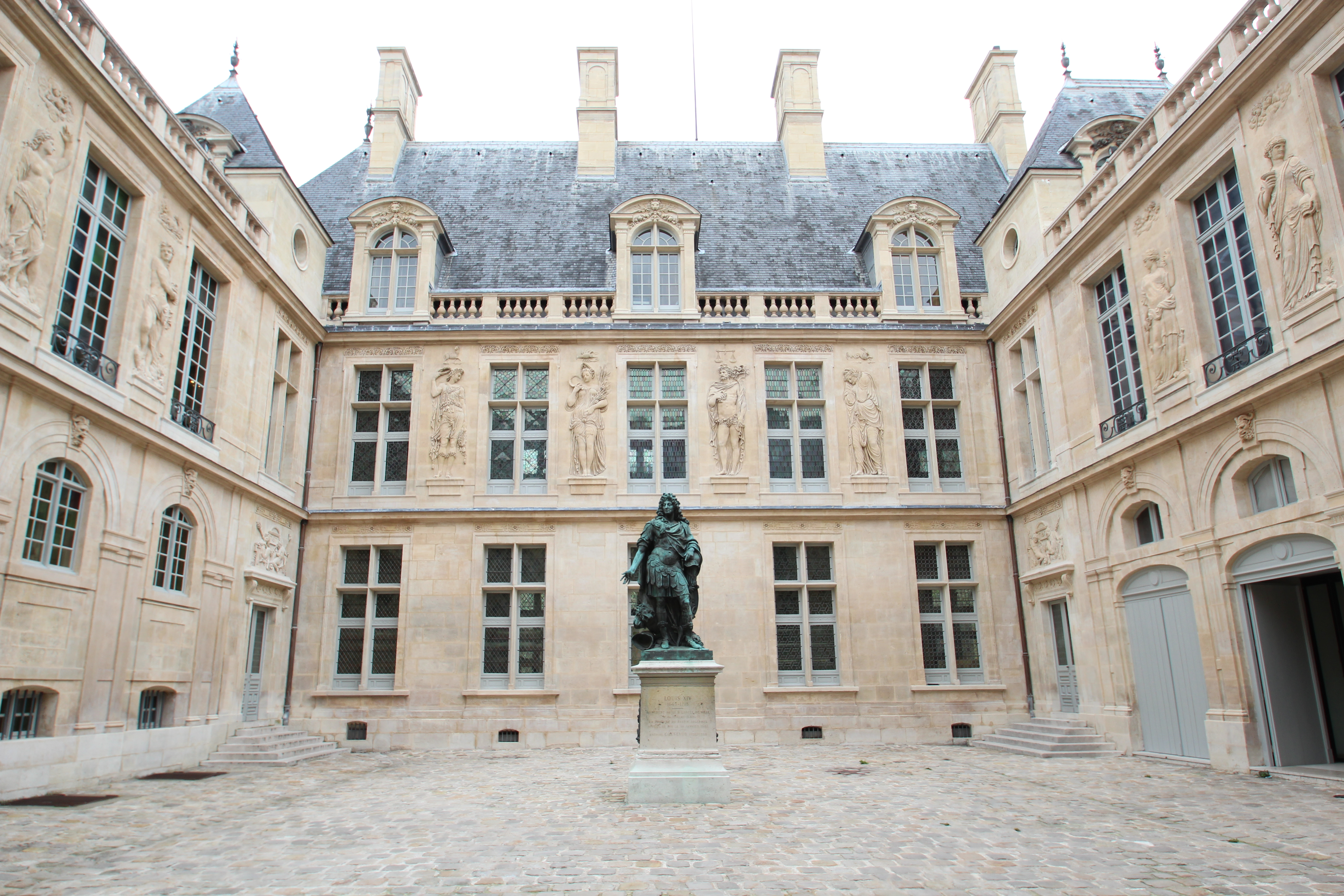
Внутренний двор особняка Карнавале

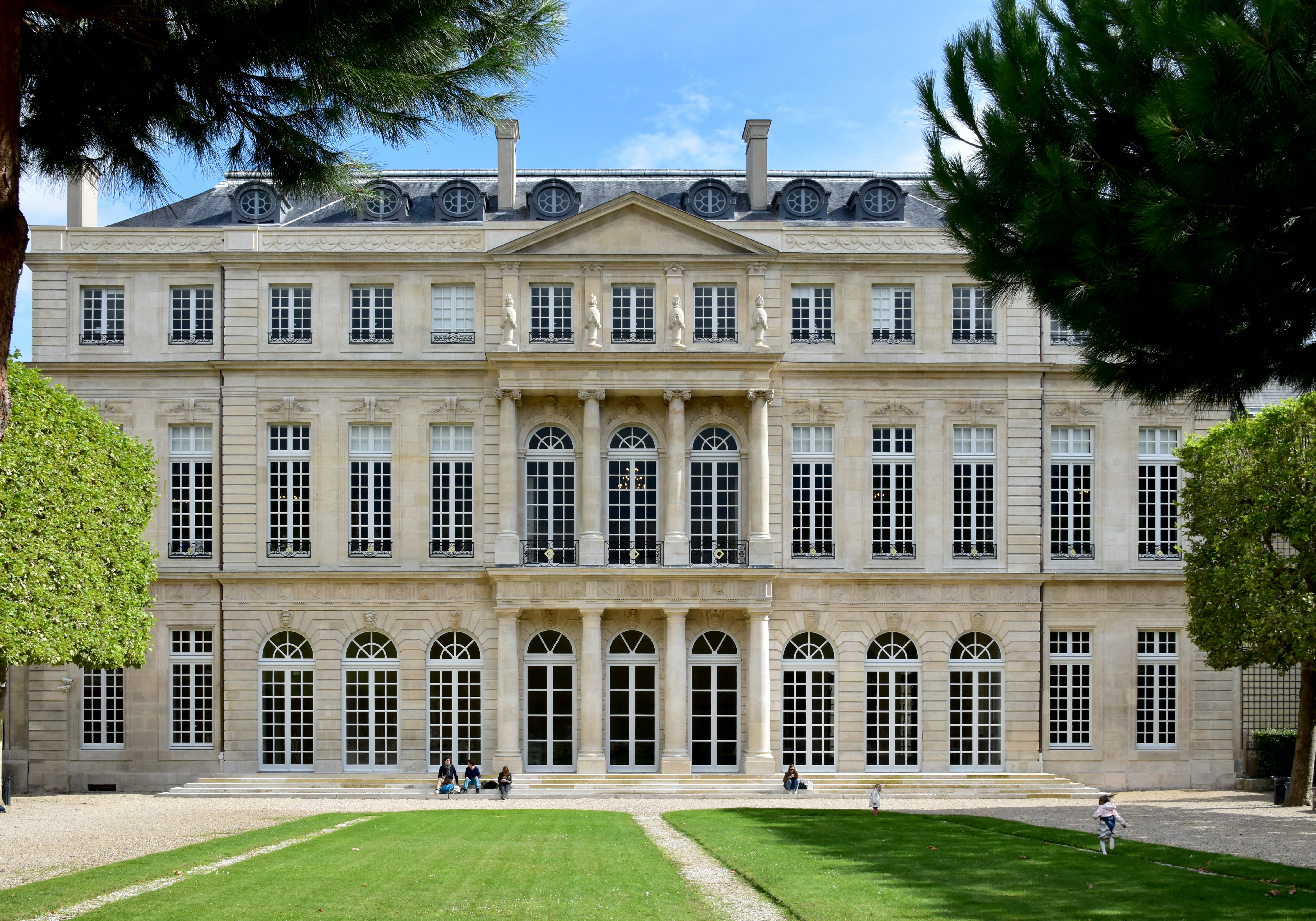
Отель Роган

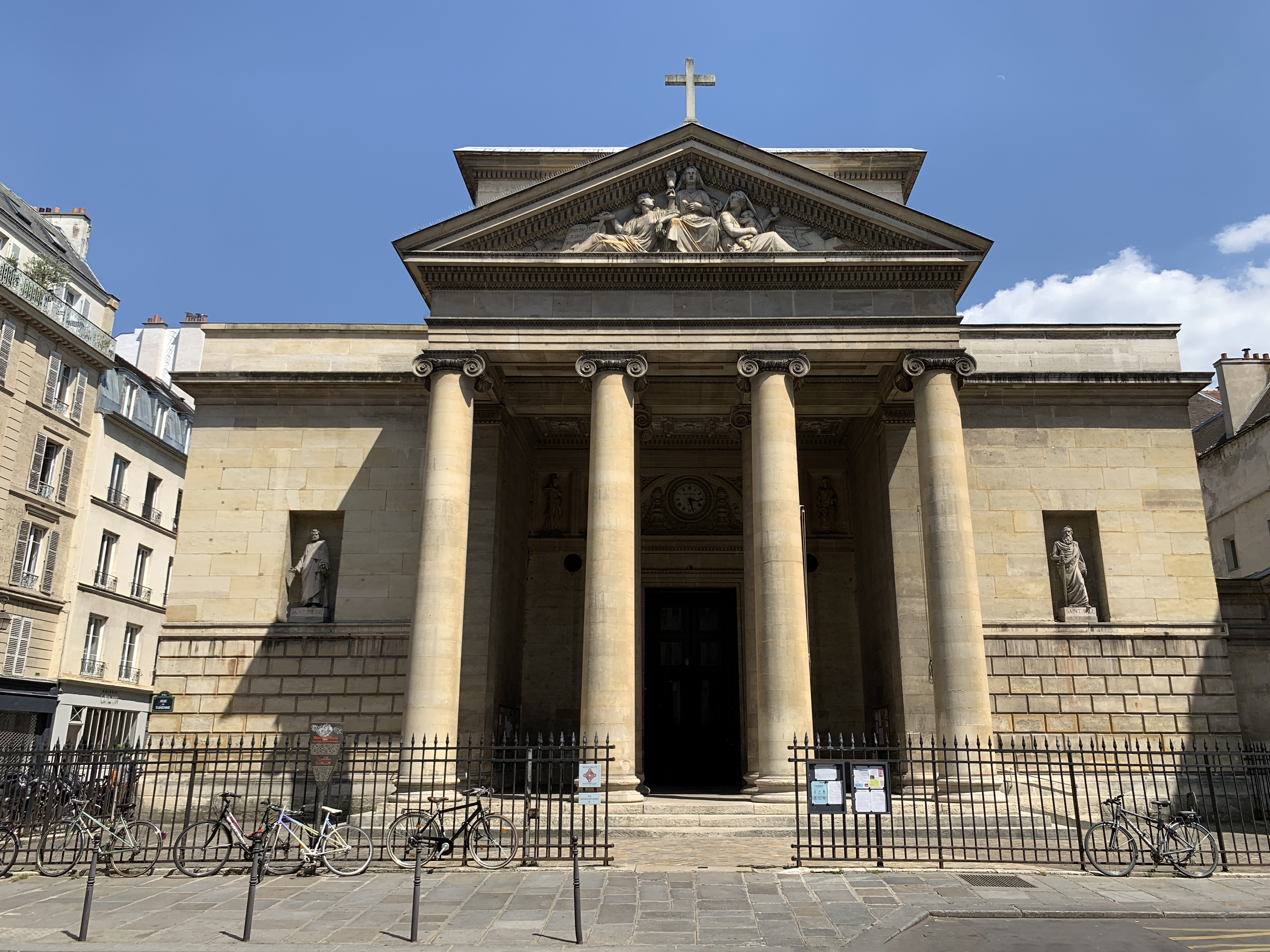
Церковь Сен-Дени-дю-Сен-Сакрамент

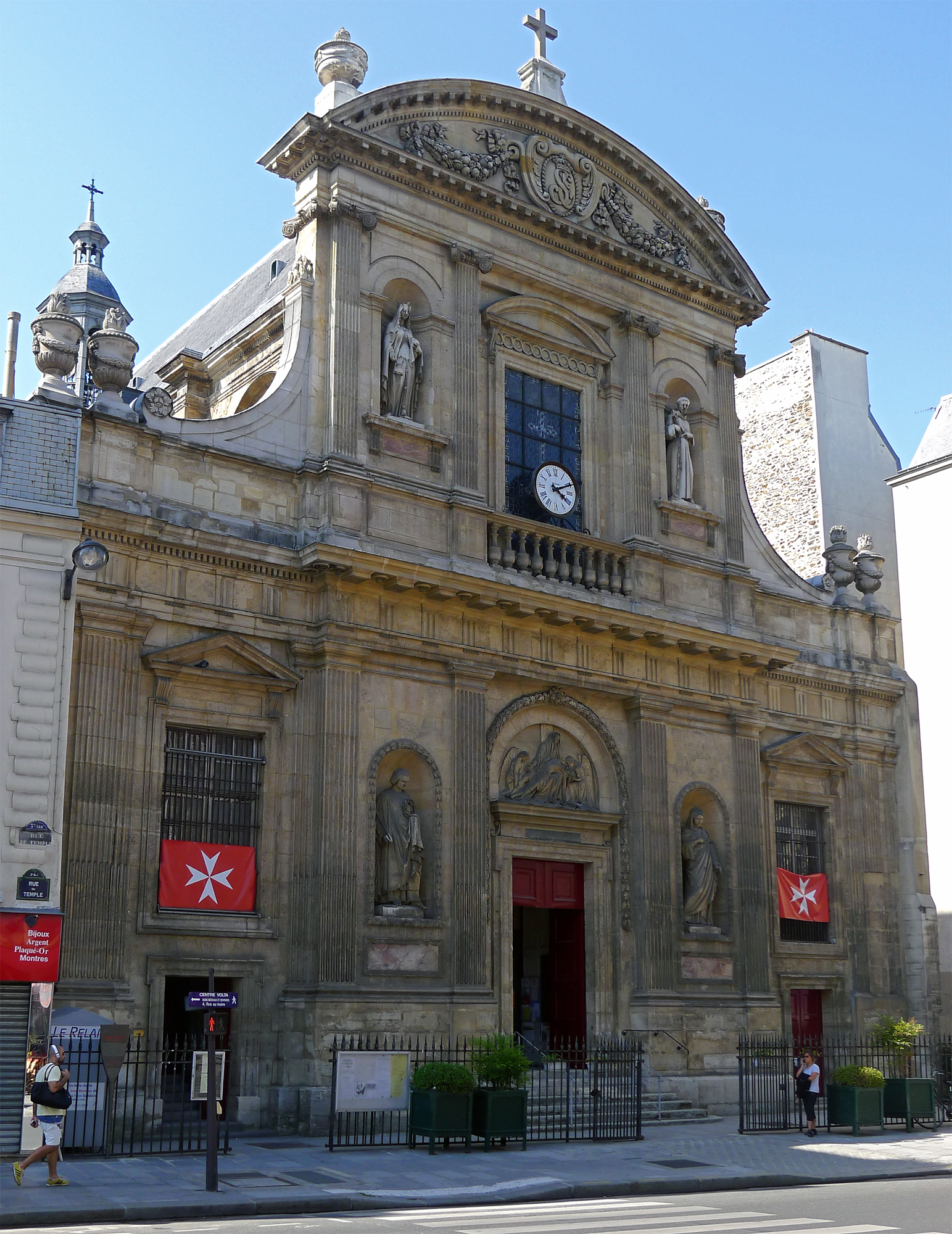
Церковь Святой Елизаветы Венгерской

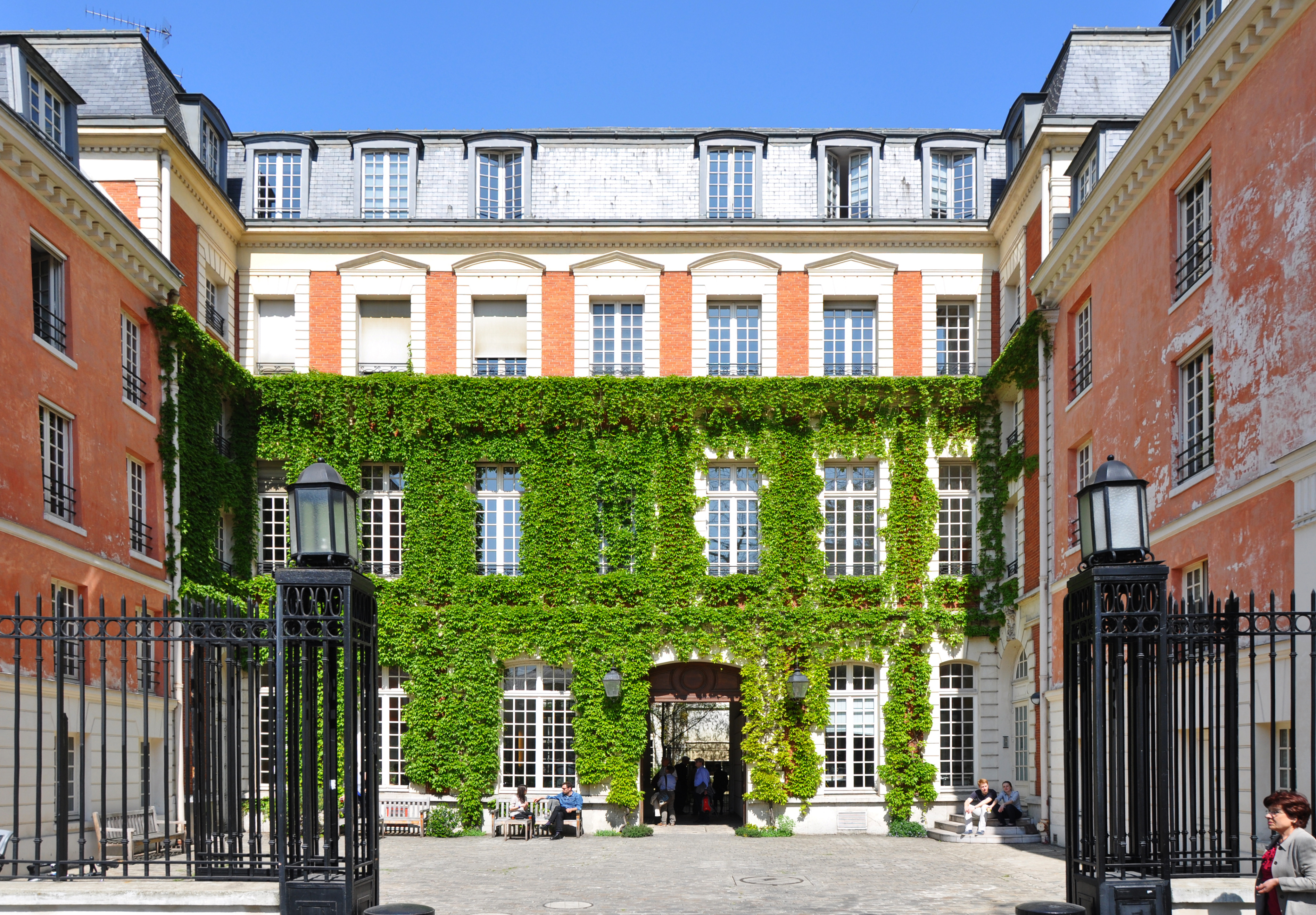
Отель Дюре-де-Шеври

В 3-м округе находится множество типичных французских особняков XVII—XVIII веков, так называемых Hôtel particulier (в том числе особняки на северной стороне площади Вогезов).

### Дворцы и особняки
- Отель Субиз
- Отель Карнавале
- Отель Донон[фр.]
- Отель Роган[фр.]
- Отель Генего[фр.]
- Отель Сен-Эньян[англ.]
- Отель Д’Асси[фр.]
- Отель Д’Эльмейра[фр.]
- Отель Д’Эквильи[фр.]
- Отель Бассомпьер[фр.]
- Отель кардинала Ришелье[фр.]
- Отель Л’Эскалопье[фр.]
- Отель Д’Эспинуа[фр.]
- Королевский павильон[фр.]
- Отель Трем[фр.]
- Отель Бонневаль[фр.]
- Отель Канильяк[фр.]
- Отель Дюре-де-Шеври[фр.]
- Отель Д’Альвиль[фр.]
- Отель Д’Озье[фр.]
- Отель Жокур[фр.]
- Отель Тоннелье-де-Бретей[фр.]
- Отель Марль[фр.]
- Отель Монмор[фр.]
- Отель Таллар[фр.]
- Отель Эруэ[фр.]
- Отель Пассар[фр.]

### Храмы
- Церковь Сен-Мартен-де-Шан
- Церковь Сен-Николя-де-Шан
- Церковь Сен-Дени-дю-Сен-Сакрамент[фр.]
- Церковь Святой Елизаветы Венгерской[фр.]
- Монастырь Милосердия[фр.]
- Армянский собор Святого Креста
- Синагога Назарет[фр.]
- Часовня Человечества[фр.]

### Парки и сады
- Сквер Тампль — Эли Визель[фр.]
- Сквер Сен-Жиль — Гран-Венёр — Полин Ролан[фр.]
- Сквер Жоржа Каэна[фр.]
- Сквер Леопольда Ахилла[фр.]
- Сквер Эмиля Шотампса[фр.]
- Сад Арно Бельтрама[фр.]
- Сад отеля Сале — Леонор Фини[фр.]
- Сад Анны Франк[фр.]
- Сады Национального архива

### Фонтаны
- Фонтан искусств и ремёсел[фр.]
- Фонтан Жуайез[фр.]
- Зелёный лесной фонтан[фр.]
- Фонтан Бушера[фр.]
- Фонтан Одриетт[фр.]
- Фонтан Паради[фр.]

### Другие
- Вандомский пассаж[фр.]
- Пассаж л'Орлож-а-Аутомат[фр.]
- Дом Николя Фламеля[фр.]
- Памятник Республике[фр.]
- Защитник времени[фр.]

## В искусстве
В III округе Парижа происходили съёмки следующих фильмов: «Господин Такси» (1952), «Через Париж» (1956), «Как украсть миллион» (1966), «Укол зонтиком» (1980), «Осведомитель» (1982), «Дед Мороз — отморозок» (1982), «Чао, паяц» (1983), «Трое мужчин и младенец в люльке» (1985), «Налево от лифта» (1988), «Не будите спящего полицейского» (1988), «Неистовый» (1988), «Большое турне» (1996), «Амели» (2001), «Идентификация Борна» (2002), «Откройте, полиция! 3» (2003), «Любовь по правилам и без» (2003), «Мария-Антуанетта» (2006).